# 도동묘
도동묘(道東廟)는 대한민국 전라남도 곡성군 오곡면 오지리에 있는 사당이다. 1984년 2월 29일 전라남도의 문화재자료 제29호로 지정되었다.

## 개요
도동묘는 안호가 조선 숙종 2년(1676)에 우리나라 주자학의 시조인 안향과 중국 송나라 주자를 모시기 위해 세운 사당이다.
안향(1243∼1306)은 고려시대의 명신이며 학자로 밀직부사 부(孚)의 아들이며, 지금의 경북 영주군 풍기인 흥주의 죽계 상평리에서 태어났다. 원종 1년(1260)에 문과에 급제하여 교서랑이 되었으며, 충렬왕 15년(1289)에는 원나라에 가서 주자서(朱子書)를 손수 베끼고 주자의 초상화를 그려오기도 하였다.
사당 안에는 주자와 안향의 초상화가 놓여 있으며, 용의 모습을 한 향로와 술잔이 있다. 해마다 봄(3월 15일)과 가을(9월 15일)에 제사를 모시고 있다.

## 같이 보기
- 곡성 도동묘 회헌실기목판 - 전라남도 유형문화재 제210호

## 참고 문헌
- 도동묘 - 국가유산청 국가유산포털